# 구글 워크스페이스
구글 워크스페이스(Google Workspace, 이전 이름: G Suite)는 구글에서 제공하는 유료 서비스로 클라우드 컴퓨팅 생산성 및 협업 소프트웨어 도구, 소프트웨어 모음이다. 이전의 명칭은 구글 G Suite 이었으며, 더 이전의 명칭은 업무용 구글 앱스, 기업용 구글 앱스(Google Apps for Work)였다.
여기에는 Gmail, 구글 드라이브, 구글 행아웃, 구글 캘린더 및 구글 문서도구 등 구글의 인기 있는 웹 애플리케이션이 포함된다. 소비자가 무료로 이용할 수 있는 이러한 서비스 외에도, 구글 워크스페이스에는 사용자 도메인(@yourcompany.com) 기반 맞춤형 전자 우편 주소, 문서 및 전자 우편을 저장할 수 있는 최소 30GB의 저장 용량, 365일 전화 및 전자 메일 지원 서비스와 같은 비즈니스 특화적인 기능이 추가된다. 구글 워크스페이스는 클라우드 컴퓨팅 솔루션으로 바로 구입할 수 있는 규격화된 오피스 생산성 소프트웨어와는 방식이 다르다. 즉, 회사 내 위치한 기존의 사내 서버가 아니라, 구글의 안전한 데이터 센터 네트워크에 고객 정보를 호스팅한다.
구글에 따르면, 전 세계 5백 만 개 이상의 기관/단체가 구글 워크스페이스를 사용하고 있으며, 포춘 500 선정 기업의 60%가 여기에 포함된다.

## 연혁
- 2006년 2월 10일 - 구글은 산호세 시립 대학교(San Jose City College)에서 SJCC 도메인 주소 및 계정 관리용 관리자 도구를 포함한 Gmail 계정을 호스팅하면서, 도메인 테스트용 Gmail을 출시했다.[7]
- 2006년 8월 28일 - 구글은 기관/단체용 앱인 도메인용 구글 앱스를 출시했다. 베타 제품으로 무료로 이용할 수 있는 이 서비스에는 Gmail, 구글 토크, 구글 캘린더, 구글 페이지 크리에이터(구글 사이트로 대체됨)가 포함되어 있다. 구글 엔터프라이즈 부사장이자 총괄 관리자인 데이브 기로워드(Dave Girouard)는 기업 고객에게 도메인용 구글 앱스의 장점을 다음과 같이 설명했다. "기관/단체는 고품질의 전자 우편, 메시지 및 기타 웹 기반 서비스를 전문가인 구글에게 맡기고, 사용자의 요구 사항 및 일상적인 비즈니스에 집중할 수 있다."[8]
- 2006년 10월 10일 - 교육용 구글 앱스라는 학교용 버전을 공개했다.[9]
- 2007년 2월 22일 - 구글은 구글 앱스 프리미어 버전을 출시했다. 더 많은 저장 용량(계정당 10GB), 기업 통합 API, 99.9%의 가동 시간 서비스 수준 계약을 제공하며 무료 버전과 차별화했다. 연간 요금은 사용자 계정당 50달러이다. 구글에 따르면, 프록터 앤드 갬블, 샌프란시스코 베이 소아과, 세일즈포즈닷컴 등이 구글 앱스 프리미어 에디션을 일찍이 채택했다.[10]
- 2007년 6월 25일 - 구글은 고객이 IMAP 서버에서 기존의 전자 메일 데이터를 전송할 수 있는 메일 마이그레이션을 비롯한 여러 기능을 구글 앱스에 추가했다.[11] 한 지디넷 기사에서는 구글 앱스가 인기 있는 마이크로소프트 익스체인지 서버 및 로터스 노츠에서 벗어날 수 있는 도구를 제공하였으며, 이로써 구글이 마이크로소프트 및 IBM을 대체할 수 있는 기업으로 자리잡게 되었다고 보도했다.[12]
- 2007년 10월 3일 - 구글은 포스티니를 인수하고 1개월 후, 구글 앱스 프리미어 에디션에 포스티니의 전자 메일 보안 및 규정 준수 옵션을 추가했다고 발표했다. 이제 고객은 스팸 광고 및 바이러스 필터링의 더 나은 구성, 보유 정책의 실행, 삭제된 메시지 복구, 관리자에게 모든 전자 메일에 대한 액세스 권한 부여 기능을 사용할 수 있게 되었다.[13]
- 2008년 2월 26일 - 구글은 인트라넷 및 팀 웹사이트 생성을 위한 간단하고 새로운 구글 앱스 도구인 구글 사이트를 출시했다.[14]
- 2010년 6월 9일 - 구글은 마이크로소프트 아웃룩용 구글 앱스 동기화를 출시했다. 이 플러그인을 통해 고객은 아웃룩과 구글 앱스 간에 전자 메일, 캘린더 및 연락처 데이터를 동기화할 수 있게 되었다.[15]
- 2010년 7월 7일 - 구글은 구글 앱스에 포함된 서비스, 즉 Gmail, 구글 캘린더, 구글 문서도구, 구글 토크가 더 이상 베타 버전이 아니라고 발표했다.[16]
- 2010년 3월 9일 - 구글은 구글 앱스와 통합되는 타사 비즈니스 애플리케이션용 온라인 스토어인 구글 앱스 마켓플레이스를 오픈하여, 사용자 및 소프트웨어가 클라우드에서 업무를 더욱 용이하게 할 수 있도록 하였다. 참여한 공급업체에는 인튜이트, 아피리오, 아틀라시안 등이 있다.[17]
- 2010년 7월 26일 - 구글은 공공 부문 고유의 정책 및 보안 요구를 충족시키기 위해 고안된 구글 앱스 버전인 공공 기관용 구글 앱스를 출시했다. 또한 구글 앱스가 연방정보보안관리법(FISMA) 인증 및 승인을 받은 최초의 클라우드 애플리케이션 모음이 되었다고 발표했다.[18]
- 2011년 4월 26일 - 구글 앱스가 출시된 지 거의 5년 만에 구글은 10명 이상의 사용자를 둔 기관/단체는 더 이상 구글 앱스의 무료 버전을 사용할 수 없다고 발표했다. 그러한 기관/단체는 현재 기업용 구글 앱스로 알려져 있는 유료 버전에 가입해야 했다. 또한 탄력 요금제를 도입하여, 고객에게 계약상의 어떠한 의무 없이 사용자당 매월 5달러에 이용할 수 있는 옵션을 제공했다.[19]
- 2012년 3월 28일 - 구글은 기업용 구글 앱스 고객에게 전자증거개시제도 및 보관 서비스를 옵션으로 제공하는 구글 앱스 관리자 문서함을 출시했다.[20]
- 2012년 4월 24일 - 구글은 파일 저장 및 공유 플랫폼인 구글 드라이브를 출시했다. 기업용 구글 앱스의 사용자당 5GB의 드라이브 저장 용량을 제공했으며, 추가 구매가 가능하도록 했다.[21] 전문가들은 구글이 이제 클라우드 스토리지 시장에 진입하여, 드롭박스, 박스 등과 경쟁하고 있다고 언급했다.[22]
- 2012년 12월 6일 - 구글은 신규 고객에게 구글 앱스의 무료 버전을 더 이상 제공하지 않겠다고 발표했다.[23]
- 2014년 5월 13일 - 구글은 구글 앱스 고객의 드라이브 저장 용량 할당량을 높였다. 구글은 Gmail의 25GB와 드라이브의 5GB를 병합하여, Gmail 및 구글 드라이브를 포함한 모든 구글 앱스 제품에서 사용할 수 있는 용량을 사용자당 총 30GB로 늘렸다.[24]
- 2014년 3월 10일 - 구글은 구글 앱스에 사람을 1명 추천할 때마다 15달러의 추천 수당을 주는 구글 앱스 추천 프로그램을 출시했다.[25]
- 2014년 6월 25일 - 구글은 무제한 파일 저장 용량, 고급 감사 보고, 새로운 보안 제어 등의 기능을 사용자당 월 10달러에 제공하는 새 구글 앱스인 업무용 드라이브를 공개했다.[26]
- 2014년 9월 2일 - 구글의 기업 제품 사업부인 구글 엔터프라이즈의 명칭이 업무용 구글로 공식 변경되었다. 구글의 회장인 에릭 슈밋(Eric Schmidt)은 "우리는 기존의 '엔터프라이즈' 비즈니스가 아닌, 새로운 업무 방식을 창출해 내고 싶었다"라고 설명했다. "이제 우리의 야망을 이룰 때가 되었다." 이러한 큰 변화를 반영하기 위해 기업용 구글 앱스의 명칭이 업무용 구글 앱스로 변경되었다.[27]
- 2014년 11월 14일 - 구글 앱스의 무료 버전에서 보조 도메인은 지원하지 않는다. 구글 앱스의 무료 버전은 도메인 별칭만 지원한다.[28]

## 제품
업무용 구글 앱스 제품 및 서비스는 Gmail, 구글 캘린더, 구글 드라이브, 행아웃, 구글 문서도구, 구글 시트, 구글 슬라이드, 구글 양식, 구글 사이트, 구글+ 및 구글 앱스 관리자 문서함으로 구성된다. 구글 앱스 관리자 문서함을 제외한모든 제품 및 서비스는 기본 요금제에 포함되며, 요금은 사용자당 월 5달러 또는 사용자당 연 50달러이다. 프리미엄 패키지인 업무용 드라이브는 구글 앱스 관리자 문서함 및 무제한 저장 용량을 포함한 것으로, 사용자당 월 10달러에 이용할 수 있다.

### Gmail
2004년 4월 1일, 제한적으로 출시된 Gmail은 현재 세계에서 가장 인기 있는 웹 전자 메일 서비스이다. Gmail은 2007년에 모든 사람이 이용할 수 있게 되었다. 구글에 따르면 2012년 6월 기준으로 Gmail 사용자는 4억2,500만 명이다.
Gmail의 무료 버전은 사용자의 전자 메일 메시지의 콘텐츠와 관련이 있는 텍스트 광고로 지원된다. 인기 있는 기능으로는 15GB의 무료 저장 용량, 쓰레드 대화(threaded conversation), 강력한 검색 기능, 앱과 비슷한 인터페이스 등이 있다.
업무용 구글 앱스의 Gmail은 무료 버전과 비슷하지만, 기업 사용자를 위해 특별히 고안된 많은 기능들이 추가되었다.
추가 기능은 다음과 같다.
- 고객의 도메인 이름(@yourcompany.com)이 포함된 맞춤 전자 메일
- 99.9%의 가동 시간 보장, 유지보수를 위한 예정된 가동 중지 시간 없음[36]
- 요금제에 따라 구글 드라이브와 공유되는 30GB 또는 무제한 저장 용량 제공
- 무광고
- 연중무휴 고객 지원
- 마이크로소프트 아웃룩용 구글 앱스 동기화[35]

### 구글 드라이브
구글의 파일 저장 공간 및 동기화 서비스는 구글 드라이브에 대한 소문이 처음 돌기 시작한 지 최소 6년 후인 2012년 4월 24일에 출시되었다. 구글은 공식 발표에서 구글 드라이브를 "모든 파일을 생성, 공유, 공동작업 및 보관할 수 있는 장소"라고 설명했다.
구글 드라이브를 통해 사용자는 모든 유형의 파일을 클라우드에 업로드하고, 다른 사람과 공유하며, 컴퓨터, 태블릿 컴퓨터 또는 스마트폰에서 액세스할 수 있다. 사용자는 맥과 개인용 컴퓨터용 데스크톱 애플리케이션을 이용해 컴퓨터와 클라우드 간에 파일을 쉽게 동기화할 수 있다. 이 앱은 컴퓨터에 특수 폴더를 생성하며, 파일의 모든 변경 사항이 드라이브, 웹 및 기기에 동기화된다. 구글 드라이브의 소비자 버전은 Gmail, 드라이브, 구글+ 사진을 통틀어 총 15GB의 저장 공간을 제공한다.
업무용 구글 앱스의 일부로 제공되는 구글 드라이브는 업무용으로 고안된 추가 기능을 제공한다. 추가 기능은 다음과 같다.
- 요금제에 따라 Gmail과 공유되는 30GB 또는 무제한 저장 용량 제공
- 연중무휴 고객 지원
- 고객이 파일을 공유하기 전까지 비공개로 보관할 수 있는 공유 제어 기능
- 고급 감사 및 보고[40]

### 구글 문서도구, 시트, 슬라이드, 양식
구글 앱스는 텍스트 문서나 문서 파일 형식, 스프레드시트, 프레젠테이션 및 설문지를 만들 수 있는 온라인 에디터를 제공한다. 도구 모음은 구글 문서도구 및 스프레드시트로 2006년 10월 11일에 처음 출시되었다.
구글 문서도구, 시트, 슬라이드 및 양식은 모든 웹 브라우저 또는 웹 지원 모바일 기기에서 사용할 수 있다. 문서, 스프레드시트, 프레젠테이션 및 설문지를 실시간으로 공유하고, 논의하며, 공동으로 편집할 수 있다. 추가 기능으로는 한 곳에 모든 변경 사항을 안전하게 보관하는 무제한 수정 기록 및 인터넷에 연결하지 않고도 문서 작업을 할 수 있는 오프라인 액세스 등이 있다.
2014년 6월 25일, 구글은 구글 문서도구, 시트 및 슬라이드에 마이크로소프트 오피스 파일용 기본 편집 기능을 도입했다. 매셔블의 한 기자는 "구글의 앱은 경우에 따라 오피스 파일을 편집해야 하는 기업의 요구에 더욱 알맞은 솔루션으로서 분명하게 자리매김하고 있다"고 말하며 다른 기사들과 비슷한 논평을 내놓았다.

### 구글 사이트
2008년 2월 28일에 출시된 구글 사이트는 HTML이나 웹 디자인에 익숙하지 않은 사람이라도 웹 페이지를 만들고 편집할 수 있도록 한다. 템플릿을 이용하거나 심지어 아무런 지식이나 준비 없이도 사이트를 구축하고, 사진, 비디오 등의 콘텐츠를 업로드하며, 각 페이지를 확인 및 편집할 수 있는 사람을 선택함으로써 액세스 권한을 제어할 수 있다.
구글 사이트는 유료 구글 앱스 모음의 일부로 출시되었으나, 곧 소비자들도 이용할 수 있게 되었다. 기업 고객은 구글 사이트를 이용해 프로젝트 사이트, 회사 인트라넷 및 공용 사이트를 구축할 수 있다.

### 구글 캘린더
Gmail과 통합하기 위해 고안된 구글의 온라인 캘린더 서비스는 2006년 4월 13일에 소비자에게 출시되었다. 이 서비스는 iCal 표준을 사용하여 다른 캘린더 애플리케이션과 함께 작동된다.
구글의 온라인 캘린더는 팀에 적합하게 설계된 통합 온라인 공유 기능을 갖춘 캘린더이다. 기업은 특정 팀 캘린더를 만들고 이를 회사 전체에서 공유할 수 있다. 캘린더를 다른 사람에게 위임하여 특정 캘린더 및 이벤트를 관리하도록 할 수 있다. 또한 구글 캘린더를 이용하여 회의실이나 공유 리소스를 이용할 수 있는지 확인하고, 이를 이벤트에 추가할 수 있다.
구글 캘린더의 유용한 기능은 다음과 같다.
- 팀원 및 다른 사람들과 캘린더를 공유하여 가용 여부 확인
- 모두가 가능한 시간을 찾기 위해 팀원들의 캘린더를 한 눈에 보이도록 오버레이
- 모바일 앱 사용 또는 모바일 기기의 내장 캘린더와 동기화
- 캘린더의 웹 게시 및 구글 사이트로 통합
- 익스체인지, 아웃룩, iCal 또는 .ics 및 .csv 파일로부터 간단한 마이그레이션
- 공유 공간 및 리소스 예약[51]

### 구글 행아웃
2013년 5월 15일, 구글은 새로운 텍스트, 음성 및 영상 채팅 도구가 구글 토크, 구글 보이스 및 구글+ 행아웃 서비스를 대체할 것이라고 발표했다. 구글 행아웃으로 알려진 이 서비스를 이용하면 소비자 버전의 경우 최대 10명, 업무 버전의 경우 최대 15명이 자신의 컴퓨터나 모바일 기기에서 대화에 참여할 수 있다. 참여자들은 화면을 공유하고 함께 보면서 일할 수 있다. 행아웃 온에어 서비스를 이용하면 구글+, 유튜브 및 자신의 웹사이트에 생방송을 스트리밍할 수 있다.
업무용 구글 앱스에 포함된 행아웃 버전은 최대 15명을 지원하며, 관리자는 같은 도메인에 있는 사람들에게만 행아웃을 허용하여 외부 참여자의 액세스를 제한할 수 있다.
행아웃 앱은 구글의 클라우드에 온라인으로 저장된 메시지를 보관하며, 기록을 저장하지 않으려면 기록을 사용 중지할 수 있다. 또한 구글+ 통합은 모든 사진을 구글+의 비공개 공유 앨범에 저장한다.
2014년 7월 30일, 구글은 구글 앱스 고객이라면 누구나 구글+ 프로필이 없이도 행아웃에 액세스할 수 있다고 발표했다. 구글은 또한 블루진스네트워크 및 인터콜과 같은 다른 영상 채팅 제공업체들과 통합 서비스를 제공하기 위해 제휴를 맺었다.
또한 구글은 행아웃에 Gmail이나 드라이브와 같은 다른 업무용 구글 앱스 제품과 동일한 서비스 약관을 적용한다고 발표했다. 업무용 구글 앱스 고객은 행아웃을 위한 연중무휴 전화 지원, 99.9%의 가동 시간 보장, ISO27001 및 SOC 2 인증을 받는다.
2014년 12월 19일, 구글은 구글+ 게시를 통해 Gmail에서 가장 많은 요청을 받은 기능 중 하나를 행아웃에 적용했다고 발표했다. 앱 관리자는 상태 메시지가 내부에서만 보일 수 있도록 제어할 수 있다.

### 구글 킵
구글 킵(Google Keep)은 텍스트, 목록, 음성 및 이미지를 비롯한 다양한 메모 도구를 제공하는 메모 작성 서비스이다. 구글 킵은 2017년 2월에 G 스위트의 일부가되었다. 구글 킵에는 업무용으로 설계된 다음과 같은 추가 기능이 있는데, 구글 문서 도구와 통합되어 문서 도구를 통한 인터넷 웹상에 메모의 저장할 수 있는 기능을 한다,

### 구글 Currents
구글의 소셜 네트워크 서비스인 구글+는 2011년 6월 28일 초대 전용의 상용 테스트용으로 출시되었다. 전문가들은 구글+가 소셜 네트워크 서비스 업계의 거대 기업인 페이스북에 도전장을 내밀었다고 논평했다. 이후 구글+는 트위터를 뛰어넘어 페이스북에 이은 세계에서 두 번째로 큰 소셜 네트워크 서비스가 되었지만, 사용자들을 만족시키지 못하고 추천 트래픽을 생성하지 못했다는 비판을 받아 왔다.
2011년 10월 27일, 구글은 대학, 직장 및 집에서 구글 앱스를 사용하는 사람들에게 구글+를 제공한다고 발표했다.
2012년 8월 29일, 구글은 파일럿 프로그램에 참여한 기업 고객들의 피드백을 받은 후 기관/단체를 위한 맞춤형 구글+ 기능을 제공한다고 발표했다. 이러한 기능에는 기관/단체 내 비공개 공유, 프로필 및 게시물의 표시 여부를 제한하는 관리 컨트롤 등이 있다.
2013년 11월 5일, 구글은 기관/단체 내 사람들만 참여할 수 있는 제한된 커뮤니티를 위한 보안을 추가했다. 관리자는 제한 커뮤니티를 기본으로 설정하고, 기관/단체에 속하지 않은 사람들이 참여할 수 있는 시기를 선택할 수 있다.
기업 네트워크로서 구글+는 소기업에게 온라인에서 사람들의 눈에 띌 수 있는 기회를 제공한다는 것에서 구글 브랜드에 대한 사람들의 인식에 혼란을 준다거나 기업의 소셜 마케팅 전략에 중요한 역할을 한다는 것까지 엇갈린 평가를 받았다. 많은 온라인 기사들에서 강조하는 점은 구글이 구글+ 게시 및 공유를 즉시 색인화하기 때문에, 기업들은 구글+를 통해 자사의 구글 검색 결과 순위를 높일 수 있다는 것이다.
구글+는 2020년 6월에 기능을 보강해서 Google Currents라는 서비스로 변경했다.

### 구글 앱스 관리자 문서함
구글 앱스 고객에게 독점적으로 제공되는 보관 및 eDiscovery 서비스인 구글 앱스 관리자 문서함(Google Vault)은 2012년 3월 28일에 발표되었다. 관리자 문서함을 이용하면 소송과 관련이 있는 전자 메일 메시지를 검색하고 보관할 수 있다. 또한 지속성, 규정 준수 및 규제 목적의 비즈니스 데이터를 관리할 수 있다. 2014년 6월 25일부터 관리자 문서함 고객은 구글 드라이브 파일 검색, 미리 보기 및 내보내기 기능을 이용할 수 있게 되었다.
즉, Vault(보관소: 금고)를 사용하면 사용자가 비즈니스에 중요한 정보를 관리하고 중요한 데이터를 보존하는 데 사용할 수 있다. 이것은 자체 인증 기능이 포함되어, 날짜, 보낸 사람, 받는 사람 및 레이블과 같은 필터를 기반으로 데이터를 검색하고 관리할 수 있는 기능을 통해 Gmail 메시지 및 채팅 로그를 금고 서비스를 통해서 관리 할 수 있기에 필요시 법적인 소송 등에서도 사용이 가능하다.
구글 앱스 관리자 문서함은 무제한 저장 용량이 제공되며 사용자당 월 10달러에 이용할 수 있는 업무용 드라이브에 포함된 서비스이다.

## 요금
업무용 구글 Workspace에 가입하면, 최대 10명의 사용자가 이용할 수 있는 무료 15일 평가판을 받는다. 고객은 무료 평가판을 이용한 후, 사용자당 선택한 요금제에 따라서 월별 또는 년간 계약으로 비용을 내고 사용한다.
G Suite에서 제공하던 무제한 저장공간을 Workspace에서는 Enterprise 버전에서만 제공한다. 새로운 요금제인 Business Standard에서는 개인당 2TB, Business Plus에서는 5TB를 제공한다.https://workspace.google.com/intl/ko/pricing.html

## 보안
구글은 고객의 데이터를 보유하지 않는다고 명시했다. 데이터는 구글의 데이터 센터에 보관되며, 권한을 가진 극소수의 직원만이 액세스할 수 있다. 이들은 데이터를 다른 사람과 공유하지 않으며, 고객에게 요청받은 데이터를 보관하는 역할만 담당한다. 또한 고객은 구글 앱스에서 탈퇴할 때 데이터를 가져갈 수 있다.
구글 앱스는 SSAE 16 / ISAE 3402 Type II, SOC 2-감사, ISO 27001 인증, 세이프 하버 개인정보 보호원칙 준수를 포함한 기업급 보안을 제공 및 준수하며, 연방의료보험통상책임법(HIPAA)과 같은 업계 특수 요구 사항을 지원한다. 구글은 스팸 차단 프로그램을 구글 앱스에 통합하여, 내장된 바이러스 검사 및 문서 검사를 받은 후에 사용자가 메시지를 다운로드를 할 수 있도록 했다고 말한다.
구글은 구글 드라이브에 업로드되는 모든 파일을 암호화하며, 사람들이 주고 받는 모든 메일이 암호화되어 데이터 센터 간에 내부적으로 이동하도록 한다. 블로그 게시를 통해 업무용 구글은 고객 정보를 보호하며, 광고를 표시하거나 광고를 위해 고객 정보를 조사하지 않는다는 강력한 계약적 의무를 이행한다고 명시했다.

## 사용
구글 앱스에 의하면 5백만 개가 넘는 기업들이 무료 또는 유료 버전의 구글 앱스 도구를 사용하고 있다. 업무용 구글 사업 부문 사장인 아밋 싱(Amit Singh)에 따르면, 포춘 500대 기업의 60%가 업무용 구글 서비스를 이용하고 있다. 고객 가운데는 우버, 올세인츠, 버즈피드,디자인위딘리치, 버진, 프라이스워터하우스쿠퍼스 등 전 세계 다양한 업계의 기업들이 있다. 구글 앱스를 사용하는 많은 고객들이 구글 앱스 고객 페이지를 장식하고 있다.

## 구글 리셀러 및 추천
구글은 잠재 고객들이 구글 앱스를 실행하도록 지원하는 리셀러 환경을 갖추고 있다. 파트너 디렉토리는 사람들이 파트너를 찾는 데 유용하다. 2014년 3월 10일, 구글은 추천인에게 가입하는 사람당 15달러의 추천 수당을 제공하는 추천 프로그램을 출시했다. 이 프로그램은 미국과 캐나다에서 처음 선을 보였다. 추천 프로그램의 세부 내용을 살펴보면 무제한으로 추천할 수 있다고 나와 있지만, 보상은 첫 100명까지만 받을 수 있다.
2014년 12월 4일, 구글은 업무용 구글 및 교육 제품 모음과 플랫폼 전반에 걸쳐 파트너의 판매, 서비스 및 혁신을 돕는 업무 및 교육용 구글 파트너 프로그램을 도입했다.

## 구글 앱스 마켓플레이스
2010년 출시된 구글 앱스 마켓플레이스는 구글 앱스의 기능을 확대한 기업용 클라우드 애플리케이션을 제공하는 온라인 스토어이다. 마켓플레이스를 통해 관리자는 통합된 기업용 클라우드 애플리케이션을 검색, 구매 및 배포할 수 있다. 구글 앱스, 업무용 구글 앱스, 교육용 구글 앱스에서 이용할 수 있다.
또한 개발자들은 마켓플레이스에서 앱을 개발하고, 이곳에서 앱과 서비스를 판매할 수 있다. 2014년 3월 6일, 구글은 2010년에 마켓플레이스가 출시된 이후 구글 앱스 고객이 마켓플레이스에서 설치한 앱 횟수가 2억 회를 돌파했다고 발표했다.
2014년 9월 17일, 구글은 관리자의 개입 없이 직원이 마켓플레이스에서 타사 앱을 설치할 수 있다고 블로그를 통해 발표했다.

## 온라인 리뷰
구글 앱스는 온라인 리뷰에서 별점 5점 만점에 평균 4-5점이라는 긍정적인 평가를 받았다. 경쟁력 있는 가격, 모든 기능을 담고 있는 모음 제품, 쉬운 설치 및 여러 기기에서 원활하게 실행된다는 점 등이 장점으로 꼽혔다. 부정적인 리뷰에서는 구글 앱스, 구글 프레젠테이션 및 구글 문서도구가 마이크로소프트 파워포인트나 마이크로소프트 워드의 전문적인 문서 작성 기능과 동일한 수준의 기능을 제공하지 못한다는 점을 지적했다.

## 경쟁 부문
구글 앱스 모음의 주요 경쟁 제품은 마이크로소프트 365로, 구글 앱스와 유사한 제품들로 구성된 마이크로소프트의 클라우드 기반 기업용 제품이다. 어떤 제품이 더 나은지에 대해 온라인 리뷰어들의 의견은 분분하다. 여러 리뷰에서 언급되는 점은 구글 앱스와 마이크로소프트 365가 비슷한 평점을 받고 있지만, 기능은 매우 다르다는 것이다.
주요 차이점은 요금제, 저장 용량 및 기능 수이다. 마이크로소프트 365에는 구글 앱스보다 더 많은 기능이 있지만, 자주 사용되지 않는 기능들이 많다. 구글은 수익이나 사용자 수를 공개하지 않기 때문에, 리뷰어들이 구글 앱스와 마이크로소프트 오피스의 성공을 비교하기가 어렵다. 2014년 10월을 기준으로 마이크로소프트의 365 제품 고객은 7백만 명이었으며 지난 분기에 25% 증가하였다. 또한 마이크로소프트는 마이크로소프트 365 클라우드 버전을 구매하는 고객에게 무제한 저장 용량을 제공하고 있다고 발표했다.
현재 구글 앱스 모음과 경쟁할 수 있는 신생 기업은 없다. 전자 메일과 같은 한 제품과 경쟁하는 비용이 너무 높고 수익 기회는 찾기 어렵기 때문이다.
구글 앱스의 새로운 SKU와 무제한 저장 용량과 관리자 보관함이 제공되는 앱을 통해, 구글 앱스는 박스, 드롭박스, 원드라이브와 같은 새로운 경쟁자들을 끌어들이고 있다.

## 관련 제품
업무용 구글 앱스는 구글의 업무용 제품에 속하는 많은 제품 중 하나이다. 이러한 제품에는 구글 클라우드 플랫폼, 업무용 구글 검색, 업무용 구글 지도, 업무용 구글 크롬 등이 있다.

## 관련통계

### 2024년 최고의 Google Workspace 통계(Editor's Picks)
- Google Workspace는 30억 명 이상의 사용자를 보유하고 있다.
- Google Apps의 시장 점유율은 50%가 넘는다.
- 약 1,500만 개의 웹사이트에서 Google Workspace를 사용한다.
- 약 600만 개의 미국 웹사이트에서 Google Workspace를 사용한다.
- Google 드라이브에는 20억 명 이상의 사용자가 있다.

### Google Workspace의 사용자 수는 몇 명인가요?
Google Workspace는 30억 명이 넘는 사용자를 보유하고 있다.
이는 경쟁사인 마이크로소프트 오피스 365의 2억 7천만 명보다 약 11배 많은 수치다.
총 800만 명 이상의 고객이 Google Workspace에 비용을 지불하고 있다.
Google Workspace Marketplace는 출시 기간 동안 50억 건 이상의 앱 설치를 기록했다.
출처: Google, Patronum

### 사무 생산성 소프트웨어 시장 점유율
생산성 소프트웨어 시장은 Google Apps와 Microsoft Office 365라는 두 가지 주요 업체가 크게 공유한다. 이 둘을 합치면 약 96%의 시장 점유율을 차지하고 있다.
Google Apps의 시장 점유율은 50%를 약간 넘는다. Microsoft Office 365는 약 45%이다.
다음은 생산성 소프트웨어 시장 점유율에 대한 분석이다.
| 생산성 소프트웨어         | 시장 점유율 |
| Google 애플리케이션       | 50.34%      |
| 마이크로소프트 오피스 365 | 45.46%      |
| 마이크로소프트 파워포인트 | 2.44%       |
| 어도비 아크로뱃 프로      | 0.47%       |

출처: Enlyft

### Google Workspace 지역별 통계
현재 총 1,450만 개 이상의 웹사이트가 Google Workspace를 사용하고 있다. 이는 Microsoft 365를 사용하는 530만 개의 도메인보다 거의 3배 더 많은 수치이다.
이러한 웹사이트 중 1/3 이상(약 600만 개)이 미국인이며, 이는 나머지 상위 10개 국가(약 400만 개)를 합친 것보다 많다.
다음은 Google Workspace를 사용하는 웹사이트가 가장 많은 국가를 자세히 살펴본 것이다.
| 줄 | 나라           | Google Workspace를 사용하는 웹사이트 |
| 1  | 미국           | ~600만                               |
| 2  | 독일           | ~80만                                |
| 3  | 영국           | ~70만                                |
| 4  | 이스라엘       | ~70만                                |
| 5  | 프랑스         | ~70만                                |
| 6  | 일본           | ~40만                                |
| 7  | 캐나다         | ~40만                                |
| 8  | 오스트레일리아 | ~30만                                |
| 9  | 이탈리아       | ~30만                                |
| 10 | 네덜란드       | ~30만                                |

당연히 Google Workspace를 사용하는 상위 6개 웹사이트(트래픽 기준)는 모두 미국에 기반을 두고 있다.
다음은 Google Workspace를 사용하는 가장 큰 사이트이다.
| 도메인        | 미국 | 줄 |
| facebook.com  | 미국 | 2  |
| google.com    | 미국 | 3  |
| wordpress.org | 미국 | 4  |
| youtube.com   | 미국 | 6  |
| twitter.com   | 미국 | 7  |
| instagram.com | 미국 | 9  |

다음은 Google Workspace를 사용하는 웹사이트의 인기순 분포이다.
| 웹사이트 인기도(사용자) | Google Workspace 사용 비율 |
| 10,000                  | 46.35%                     |
| 100,000                 | 46.47%                     |
| 1,000,000               | 39.75%                     |
| 10,000,000              | 26.2%                      |
| 100,000,000             | 16.81%                     |

출처: Web Tech Survey

### Google 애플리케이션 분석
거의 예외 없이 Google 애플리케이션은 전반적으로 월간 사용자를 위한 길을 선도한다.
다음은 다양한 Google 애플리케이션의 월간 사용자 분석이다.

#### Google 드라이브
Google 드라이브에는 20억 명 이상의 월간 활성 사용자가 있다.
이에 비해 Dropbox는 한 달에 7억 명 이상의 사용자를 보유하고 있습니다

#### Google 문서 도구
Google 문서도구에는 매월 10억 명 이상의 활성 사용자가 있다.
Microsoft Word의 월간 사용자는 약 7억 5천만 명이다.

#### Google 스프레드시트
매달 9억 명 이상의 사람들이 Google 스프레드시트를 사용하고 있다.
이는 Microsoft Excel의 사용자 7억 명보다 약 2억 명 더 많은 수치이다.

#### Google 프레젠테이션
매달 8억 명 이상의 사람들이 Google 프레젠테이션을 사용한다.
마이크로소프트의 파워포인트는 월간 활성 사용자가 6억 5천만 명이 넘는다.

#### Gmail(지메일
구글의 이메일 서비스인 지메일(월 15억 명 이상)은 마이크로소프트 아웃룩(4억 5천만 명 이상)보다 약 3배 더 많은 월간 사용자를 보유하고 있다.

#### 구글 미팅
월간 사용자가 3억 명이 넘는 Google Meet은 Microsoft Teams(1억 4,500만 명 이상)의 약 두 배에 달하는 사용자를 보유하고 있다.

#### 구글 챗
매달 1억 명이 넘는 사람들이 Google Chat을 사용하고 있다. 이는 여전히 Zoom의 7억+보다 훨씬 적다.

#### Google 캘린더
Google 캘린더는 매월 5억 명 이상의 사용자를 보유하고 있다.

## 같이 보기
- 마이크로소프트 365 - 경쟁사 제품

## 참고 문헌
- Beswick, James (2009). 《Getting Productive With Google Apps》. San Francisco, CA: 415 Systems. ISBN 978-1-4404-8676-0.
- Conner, Nancy (2008). 《Google Apps: The Missing Manual》. Sebastopol: Pogue Press. ISBN 978-0-596-51579-9.
- Granneman, Scott (2008). 《Google Apps Deciphered: Compute in the Cloud to Streamline Your Desktop》. USA: Prentice Hall. ISBN 978-0-13-700470-6.
- Meet the father of Google Apps (who used to work at Microsoft) 보관됨 2014-04-29 - 웨이백 머신